# グスタボ・バレラ
グスタボ・バレラ（Gustavo Varela, 1978年5月14日 - ）は、ウルグアイ・モンテビデオ出身の元サッカー選手。元ウルグアイ代表。現役時代のポジションはミッドフィールダーで、主に右サイドハーフ。

## 経歴
2006-07シーズンは好調のシャルケ04で左ウイングのレギュラーを務めていたが、首位で迎えた2007年2月10日のヘルタ・ベルリン戦で左膝十字靭帯を損傷し、残りのシーズンを欠場した。

## 所属クラブ
- ナシオナル・モンテビデオ 1998-2002
- シャルケ04 2002-2009
- ナシオナル・モンテビデオ 2009-2010

→ キルメスAC (loan) 2010-2011
- CAセロ 2011-2014

## 代表歴

### 出場大会
- ウルグアイ代表
  - 2002 FIFAワールドカップ

### 試合数
- 国際Aマッチ 24試合 0得点（2000年-2006年）[2]

| ウルグアイ代表 | 国際Aマッチ | 国際Aマッチ |
| 年             | 出場        | 得点        |
| -------------- | ----------- | ----------- |
| 2000           | 1           | 0           |
| 2001           | 3           | 0           |
| 2002           | 7           | 0           |
| 2003           | 0           | 0           |
| 2004           | 6           | 0           |
| 2005           | 5           | 0           |
| 2006           | 2           | 0           |
| 通算           | 24          | 0           |